# Peter Hildebrandt
Peter Hildebrandt (* 12. Juli 1955 in Warstein) ist ein deutscher Chemiker und Professor für Physikalische Chemie an der Technischen Universität Berlin.

## Leben
Hildebrandt studierte Chemie an der Universität Göttingen und promovierte 1985 am Max-Planck-Institut für Biophysikalische Chemie in Göttingen. Als Postdoktorand war er an der Princeton University, USA und habilitierte sich 1992 in Physikalischer Chemie an der Universität Essen. 1993 erhielt er ein Heisenberg-Stipendium. Nach seiner Tätigkeit als Arbeitsgruppenleiter am damaligen Institut für Strahlenchemie in Mülheim an der Ruhr wurde er 2001 Investigador Coordenador am ITQB / Universidade Nova de Lisboa. Seit 2002 ist er Professor für Biophysik und Biophysikalische Chemie an der TU Berlin. Er beschäftigt sich mit elementaren chemischen Prozessen komplexer biologischer und chemischer Systeme, insbesondere Elektronentransfer, Grenzflächenprozessen und photoinduzierten Reaktionen. 2003 erhielt er eine Gastprofessur an der ITQB/Universidade Nova de Lisboa, Portugal.
Von 2007 bis 2018 war er stellvertretender Sprecher des Exzellenzcluster „Unifying Concepts in Catalysis“ (UniCat). 2016 wurde er zum Sprecher des Einstein-Zentrums für Katalyse in Berlin gewählt.

## Veröffentlichungen (Auswahl)
- Alexandre Ciaccafava, Daria Tombolelli u. a.: When the inhibitor tells more than the substrate: the cyanide-bound state of a carbon monoxide dehydrogenase. In: Chem. Sci. 7, 2016, S. 3162–3171, doi:10.1039/C5SC04554A.
- F. Velazquez Escobar, P. Piwowarski, J. Salewski, N. Michael, M. Fernandez Lopez, A. Rupp, B. M. Qureshi, P. Scheerer, F. Bartl, N. Frankenberg-Dinkel, F. Siebert, M. Andrea Mroginski, P. Hildebrandt: A protonation-coupled feedback mechanism controls the signalling process in bathy phytochromes. In: Nature chemistry. Band 7, Nummer 5, Mai 2015, S. 423–430, doi:10.1038/nchem.2225, PMID 25901821.